# Риосентро
Риосе́нтро — выставочный комплекс в Рио-де-Жанейро. Расположен в районе Жакарапегуа. Является крупнейшим выставочным центром Южной Америки.

## Летние Олимпийские игры 2016
Четыре павильона Риосентро принимали соревнования по следующим видам программы Олимпийских игр 2016 года:
- Павильон 2 — тяжёлая атлетика[2]
- Павильон 3 — настольный теннис
- Павильон 4 — бадминтон
- Павильон 6 — бокс[3]